# Andriej Siemionow-Tian-Szanski
Andriej Pietrowicz Siemionow-Tian-Szanski (ros. Андрей Петрович Семёнов-Тян-Шанский, ur. 21 czerwca 1866 w Sankt Petersburgu, zm. 8 marca 1942 w Leningradzie) – rosyjski geograf, entomolog-koleopterolog, syn Piotra Pietrowicza Siemionowa-Tian-Szanskiego.
Od 1885 studiował na Uniwersytecie w Sankt Petersburgu. W latach 1888 i 1889 odbył wyprawy entomologiczne nad Morze Kaspijskie i do Turkiestanu. W 1890 roku został kustoszem wydziału entomologii Muzeum Zoologicznego Cesarskiej Akademii Nauk. Opisał ponad 900 nowych dla nauki gatunków i podgatunków owadów.